# GIF Sundsvall
GIF Sundsvall ist ein schwedischer Fußballverein aus Sundsvall.
Der Fußballclub spielte nach dem 3. Platz in der Superettan 2007 in der Saison 2008 in der höchsten schwedischen Liga, der Allsvenskan. Allerdings nur für eine Saison. Platz 15 bedeutete den Abstieg. Die Rückkehr in die Allsvenskan gelang 2011 durch das Erreichen des 2. Platzes in der Superettan.

## Geschichte
Der Verein wurde am 25. August 1903 als Godtemplarnas Idrotts Förening (Deutsch: Sportvereinigung der Guttempler) gegründet, hob jedoch 1920 sein Nüchternheitsgebot auf und hat seit dieser Zeit den Namen Gymnastik och Idrotts Föreningen Sundsvall (Deutsch: Gymnastik- und Sportvereinigung Sundsvall). Der Verein ist, seit der Erlaubnis für Sportvereine aus Norrland in der Allsvenskan zu spielen, sehr oft auf- und abgestiegen, spielte von 1999 bis 2005 durchgehend in der höchsten schwedischen Liga.
Zu Hause lag der Publikumsrekord bei 16.507 Zuschauern am 15. Oktober 1961 gegen Högadals IS.
Bekannte ehemalige Spieler des Sportvereins sind Ronnie Hellström, Tomas Brolin und Emil Forsberg.
Die Eishockeyabteilung des Vereins nahm in den Spielzeiten 1940 und 1942 an der damals noch im Pokalmodus ausgetragenen schwedischen Meisterschaft teil.

## Trainer
- Rikard Norling (2004)